# Mousie Alexander

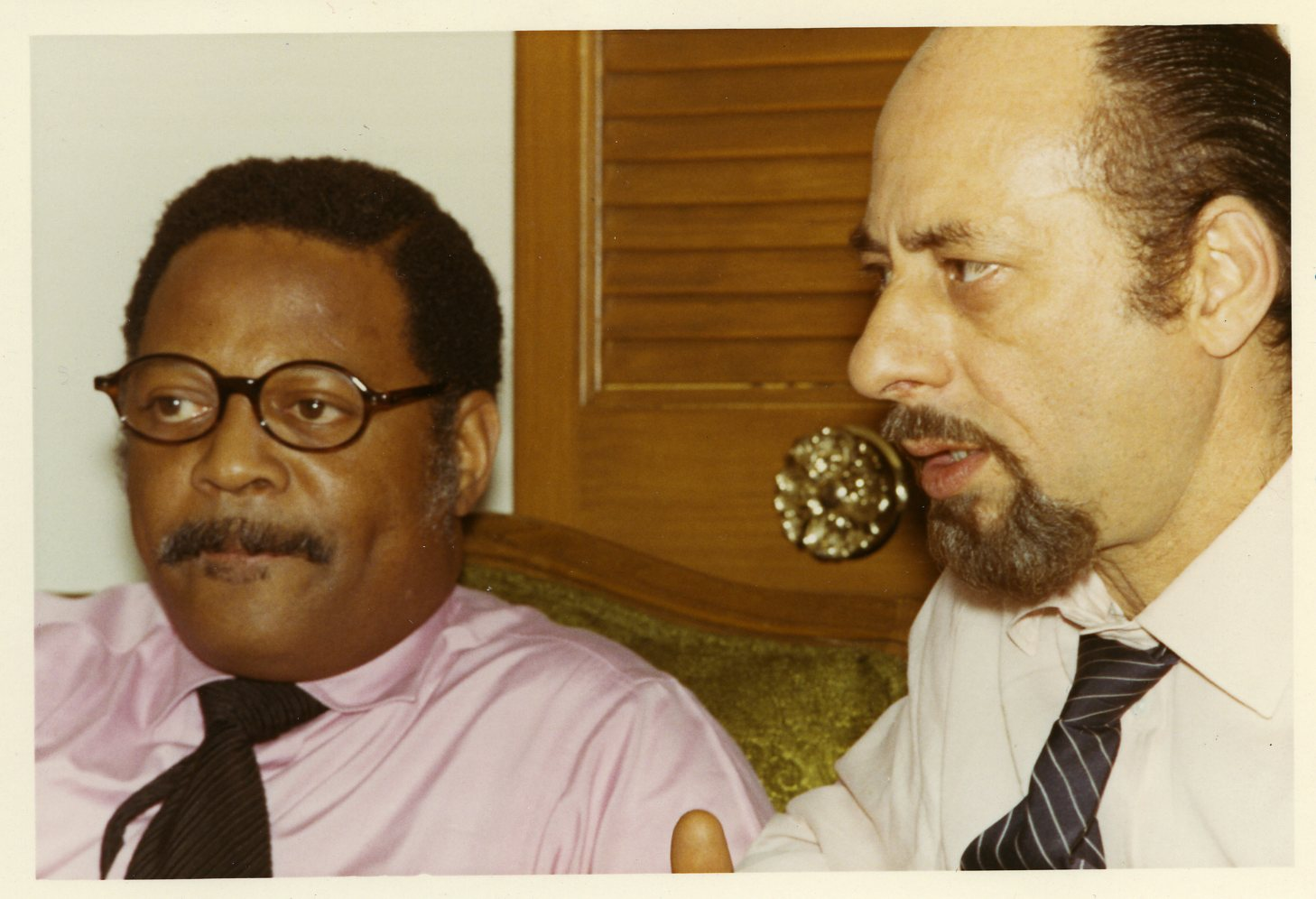
Mousey (rechts) und Clark Terry im Dezember 1970

„Mousey“ oder „Mousie“ Alexander (* 19. Juni 1922 in Gary, Indiana als Elmer Alexander; † 9. Oktober 1988 in Orlando, Florida) war ein US-amerikanischer Jazz-Schlagzeuger und Perkussionist.

## Leben und Wirken
Alexander studierte an der Ray Knapp School in Chicago und nahm in New York Privatunterricht bei Sam Ulano. Ende der 1940er Jahre begann er mit Jimmy McPartland zu arbeiten und wirkte auch an dessen 1949 aufgenommenen 78ern für Prestige Records mit („Daughter Of Sister Kate“, „Royal Garden Blues“). Anfang der 1950er Jahre wechselte er dann zur Band von dessen Frau Marian McPartland, an dessen Einspielungen für Savoy Records (1952) er mitwirkte. Mitte der 1950er Jahre nahm er mit dem Sauter-Finegan Orchestra auf, daneben auch in kleiner Besetzung mit dem Gitarristen Johnny Smith (1955) und Charlie Ventura (1957).
1956 begleitete er Benny Goodman auf einer Fernosttournee; in den späten 1950er Jahren arbeitete er oft mit Musikern wie Bud Freeman und Eddie Condon. Er ist auch auf Aufnahmen des Buck Clayton/Buddy Tate Quintetts (Buck & Buddy, Kansas City Nights; 1960), Nat Pierce (The Ballad of Jazz Street, 1960), als Perkussionist bei Gene Krupas American Bolero (1961), Ralph Sutton (1968), des Lee Konitz/Sal Mosca Quartetts (Spirits, 1971), des Zoot Sims/Jimmy Rowles Quartetts (If I'm Lucky, 1977) zu hören.
1980 beendete ein Schlaganfall seine musikalische Karriere. Ein bemerkenswertes Dokument seines Könnens ist eine fünfundzwanzigminütige Aufnahme in der Filmserie Good Years of Jazz von 1962, in der er mit Georgie Auld und Doc Severinsen unter Leitung des Gitarristen Mike Bryan zu hören ist.